# Nothing to Lose (Michael Learns to Rock-album)
Nothing to Lose er det fjerde studiealbum fra den danske softrock og poprock-gruppe Michael Learns to Rock. Det blev udgivet den 12. september 1997 via Medley Records i Danmark. Ligesom det foregående album, Played on Pepper (1995), så blev albummet hovedsageligt produceret af bandet selv. Guitaristen Mikkel Lentz udtalte, at bandet programmerede nye beats under mixe-processen, da de ønskede at eksperimentere mere med dette album. Mens bandets tidligere albummer i høj grad bestod af soft rock ballader, så har Nothing to Lose en mere rocket lyd, der var tilegnet det europæiske marked. Bassisten Søren Madsen havde debut som sangskriver på nummeret "Magic".
I Danmark solgte Nothing to Lose 25.000 eksemplarer på udgivelsesdagen. I maj 1998 havde albummet solgt 500.000 eksemplarer på verdensplan, hvoraf de 70.000 var solgt i Danmark.
Albummets fjerde single, "I'm Gonna Be Around", blev genproduceret af Per Magnusson og David Kreuger til singleudgivelsen. Sangen blev "skrevet særligt til USA", ifølge forsangeren Jascha Richter. Den blev senere inkluderet på opsamlingsalbummet MLTR (1999).

## Spor
| #   | Titel                       | Producer(e)            | Længde |
| --- | --------------------------- | ---------------------- | ------ |
| 1.  | "I'm Gonna Be Around"       | Oli Poulsen            | 4:18   |
| 2.  | "Something You Should Know" | Michael Learns to Rock | 3:39   |
| 3.  | "Animals"                   | Michael Learns to Rock | 4:57   |
| 4.  | "Nothing to Lose"           | Michael Learns to Rock | 3:56   |
| 5.  | "Magic"                     | Michael Learns to Rock | 4:08   |
| 6.  | "Everything I Planned"      | Michael Learns to Rock | 4:02   |
| 7.  | "Paint My Love"             | Michael Learns to Rock | 3:47   |
| 8.  | "Romantic Balcony"          | Michael Learns to Rock | 5:05   |
| 9.  | "Party"                     | Michael Learns to Rock | 4:31   |
| 10. | "Breaking My Heart"         | Michael Learns to Rock | 4:03   |
| 11. | "A Different Song"          | Michael Learns to Rock | 4:16   |
| 12. | "Forever and a Day"         | Michael Learns to Rock | 3:18   |

| #   | Titel                                 | Producer(e)                  | Længde |
| --- | ------------------------------------- | ---------------------------- | ------ |
| 13. | "I'm Gonna Be Around" (radio version) | Per Magnusson, David Kreuger | 3:43   |

| #   | Titel                       | Længde |
| --- | --------------------------- | ------ |
| 1.  | "I'm Gonna Be Around"       | 4:19   |
| 2.  | "Something You Should Know" | 3:39   |
| 3.  | "Animals"                   | 4:57   |
| 4.  | "Nothing to Lose"           | 3:55   |
| 5.  | "Magic"                     | 4:07   |
| 6.  | "Everything I Planned"      | 4:02   |
| 7.  | "Forever and a Day"         | 3:18   |
| 8.  | "Romantic Balcony"          | 5:00   |
| 9.  | "Party"                     | 4:31   |
| 10. | "Every Day"                 | 3:22   |
| 11. | "A Different Song"          | 4:15   |

| #   | Titel                                     | Længde |
| --- | ----------------------------------------- | ------ |
| 13. | "Paint My Love" (acoustic version)        | 3:49   |
| 14. | "Breaking My Heart" (alternative version) | 3:57   |
| 15. | "Every Day" (bonus track) (Japan edt.)    | 3:24   |
| 16. | "I'm Gonna Be Around" (acoustic demo)     | 2:35   |
| 17. | "Forever and a Day" (demo)                | 3:13   |
| 18. | "Something You Should Know" (band mix 2)  | 3:46   |
| 19. | "Romantic Balcony" (from Secrets, 1988)   | 4:34   |